# Hölle hinter Gittern
Hölle hinter Gittern (Originaltitel: The Big House) ist ein US-amerikanischer Spielfilm des Regisseurs George W. Hill aus dem Jahr 1930. Die Hauptrollen spielen Wallace Beery und Chester Morris. Der Film war die erste Großproduktion, die sich mit den teilweise unhaltbaren Zuständen in den Gefängnissen des Landes auseinandersetzte.

## Handlung
Der junge und furchtsame Kent Marlowe wird ins Gefängnis gebracht, weil er betrunken Auto gefahren ist und dabei einen Mann getötet hat. Seine Zellengenossen sind Butch Schmidt und John Morgan, die wegen Mord und Raub einsitzen. Die Bedingungen im Gefängnis sind rau, besonders in der Kantine, in der die Insassen mit schlechtem Essen konfrontiert sind. Als Butch sich über das Essen beklagt und damit Unruhe unter den Gefangenen auslöst, wird er von dem Wachmann James Adams für 30 Tage in Einzelhaft geschickt. Noch bevor er weggebracht wird, kann Butch sein verstecktes Messer weitergeben. Das Messer kommt bei Kent an. Oliver, ein Dieb, erzählt Kent, dass seine Haftzeit verkürzt werden kann, wenn er den Wachen Informationen gibt. Voller Angst versteckt Kent das Messer unter Johns Habseligkeiten. Der Oberwachmann Wallace lässt Johns Pritsche durchsuchen und findet das Messer. Obwohl John am nächsten Tag entlassen werden soll, wird er ebenfalls in Einzelhaft geschickt. Am Ende seiner Zeit in Einzelhaft täuscht er Bewusstlosigkeit vor und wird ins Gefängnislazarett gebracht. In der Nacht tauscht er das Bett mit einem Insassen, der gerade gestorben ist. Im Leichenwagen kann er aus dem Gefängnis entfliehen.
John, der Kent in Verdacht hat, ihm das Messer untergeschoben zu haben, besucht dessen Schwester Anne, die eine Buchhandlung führt. Anne, die John vom Sehen kennt, gibt ihn als einen alten Freund aus, als der Polizist Donlin den Laden betritt. John findet Arbeit und verbringt Zeit mit Anne und ihrer Familie. Bald verlieben sich die beiden ineinander. Doch Donlin hat mittlerweile John erkannt und verhaftet ihn. John beschließt, seine Zeit abzusitzen um danach ein neues Leben zu beginnen. Butch versucht John zu überreden, mit ihm, Kent und ein paar anderen einen Ausbruch zu unternehmen, doch John lehnt ab. Am Tag des geplanten Ausbruchs wird John zur Gefängnisleitung gerufen. Der Moment des Ausbruchs ist gekommen, als die Türen geöffnet werden, damit der Gefängnisgärtner Gopher einem Wachmann einen Strauß Blumen übergibt. Die Ausbrecher werden jedoch von Wallace und seinen Männern erwartet, die mit Maschinenpistolen auf sie schießen. Butch verdächtigt John des Verrats. Doch John hat Wallace nichts verraten. Im Gegenteil, Wallace hat John erzählt, dass Kent der Informant sei.
Einige der Ausbrecher werden getötet. Butch und einige andere verbarrikadieren sich in einem Zellenblock, nachdem sie Maschinenpistolen gefunden haben. Sie haben einige Wachen als Geiseln genommen und drohen damit, diese zu töten. John versucht, ein paar der Wächter zu retten, wird aber selber verwundet. Mit Tränengas und einem Panzer wird der Zellenblock gestürmt, wobei der panische Kent getötet wird. Der schwer verwundete Butch versucht John zu töten, bis ihn ein anderer der Ausbrecher informiert, dass Kent der Verräter gewesen sei. Kurz bevor er stirbt, lächelt Butch John an und sagt ihm, er hätte ihn nie getötet, es sei nur ein Scherz gewesen. Als Ruhe eingekehrt ist, wird John als Held ausgegeben und vom Gouverneur begnadigt. John verspricht Adams, von nun an ehrlich und gesetzestreu zu bleiben. Er wolle wegziehen und sich ein Stück Land kaufen. Als sich die Gefängnistore öffnen, wird er von Anne erwartet.

## Hintergrund
Das Filmstudio Metro-Goldwyn-Mayer war seit seiner Gründung 1924 rasch neben Paramount Studios zum profitabelsten Unternehmen in Hollywood aufgestiegen. MGM hatte mittlerweile den Ruf, die besten Techniker und besten Künstler unter Vertrag zu haben. Das Durchschnittsbudget pro Film lag deutlich über dem sonst üblichen Beträgen und MGM spezialisierte sich auf Romanzen und Melodramen, die meist in der vornehmen Welt spielten. Cedric Gibbons und Gilbert Adrian waren verantwortlich für den schon damals legendären luxuriösen Studiolook, der Opulenz und Eleganz zu verbinden suchte. Die etablierten weiblichen Stars wie Marion Davies, Greta Garbo, Norma Shearer oder Joan Crawford hatten in ihren Rollen meist wenig Bezug zu der Wirklichkeit der Weltwirtschaftskrise und der zunehmenden materiellen Not.
Seit Mitte 1930 war jedoch auch für Hollywood der rasante wirtschaftliche Niedergang des Landes ein Thema. Irving Thalberg entschloss sich daher, dem Trend hin zu sozialkritischen Filmen mit realistischen Charakteren und realen Problemen zu folgen. In der Folgezeit entstanden etliche Produktionen, die sich intensiv mit gesellschaftlichen Missständen und aktuellen Problemen befassten. 1929 war es in den ganzen USA zu teilweise blutigen Gefängnisrevolten gekommen, die am Ende in zahlreichen Reformgesetzen mündeten. Thalberg beauftragte Frances Marion, die damals höchstbezahlte Drehbuchautorin von Hollywood, mit Recherchen zu dem Thema. Frances Marion, die noch in den 1910ern zu Ruhm gelangt war, besuchte unter anderem das Gefängnis in San Quentin, um sich mit eigenen Augen über die Zustände zu informieren. Die Autorin bekam in zahlreichen Gesprächen mit Wärtern, Offiziellen und Gefangenen einen tiefen Einblick in die Abläufe und Rituale des Alltags.
Die ersten Drehbuchfassungen wurden als zu brutal verworfen und auf Druck der Studioleitung musste Marion eine Liebesgeschichte samt Happy End in die Handlung einflechten. Trotzdem enthält die Endfassung etliche Szenen, die in dieser Offenheit noch nicht auf der Leinwand zu sehen waren. Die Umsetzung des Films lag in den Händen von George W. Hill, der auf einer möglichst detailgetreuen Schilderung bestand. So wurde auf dem Studiogelände ein ganzer Gefängnisblock nach dem Vorbild von San Quentin nachgebaut, um ein Höchstmaß an Authentizität zu erlangen. Das gewaltige Set erlaubte es Hill, die Kamera in einer bis dahin unüblichen Weise frei und beweglich einzusetzen. Der Einsatz von Kränen und Laufschienen half dabei, die drückende Atmosphäre im Gefängnis selber einzufangen. Für Douglas Shearer brachten die Dreharbeiten neue, bislang im Tonfilm nicht gelöste Fragen mit sich. Shearer entwickelte spezielle Mikrophone, die es ermöglichten, die Geräusche wiederzugeben, die die Gefangenen beim Marschieren über den Hof verursachen. Auch konnte so erstmal das Abfeuern von Maschinengewehrsalven realistisch reproduziert werden. Shearer wurde im Anschluss zum Leiter der Tontechnik befördert und gewann in seiner Laufbahn 14 Oscars für den besten Ton.
Hölle hinter Gittern wurde zu einem der größten finanziellen Erfolge des Jahres für MGM. Wallace Beery schaffte mit dem Film den Durchbruch als Star. Er hatte die Rolle erst bekommen, nachdem der ursprünglich vorgesehene Lon Chaney senior unmittelbar vor Drehbeginn verstorben war. Frances Marion schrieb in den nächsten Monaten noch drei weitere Drehbücher exklusiv für Beery: Die fremde Mutter aus demselben Jahr sowie The Secret Six und insbesondere Der Champ aus dem Jahr 1931, für den Beery schließlich den Oscar als bester Darsteller gewann. George William Hill und Frances Marion heirateten während der Dreharbeiten. Der Regisseur drehte noch einige weitere Filme, doch seine Karriere entwickelte sich ab 1931 kaum noch weiter. 1934 schied er freiwillig aus dem Leben. In der Folgezeit drehten andere Studios etliche Filme, die sich ebenfalls mit den Zuständen hinter Gittern beschäftigten. Paramount konterte Anfang 1931 mit Sylvia Sidney einem der ersten Filme über die Zustände in Frauengefängnissen und nannte ihn Ladies of the Big House. Warner Brothers brachte 1933 20.000 Jahre in Sing Sing mit Spencer Tracy und Bette Davis in den Verleih sowie Ladies They Talk About, der Barbara Stanwyck als unschuldig Verurteilte präsentierte.

## Sprachversionen
MGM produzierte von dem Film zeitgleich auch Versionen in Deutsch (Menschen hinter Gittern), Französisch Révolte dans la prison und Spanisch (El presidio) mit jeweils anderen Schauspielern. Die Rolle von Wallace Beery übernahm Heinrich George in der deutschen Fassung. In der französischen Version bekam der damals noch unbekannte Charles Boyer die Rolle von Chester Morris. In der spanischen Fassung spielte Juan de Landa die Beery-Rolle.
Die Praxis war in der Umbruchphase von Stummfilm zum Tonfilm üblich. Andere bekannte Beispiele von Fassungen für den fremdsprachigen Markt sind die deutsche Version von Anna Christie oder die französischsprachigen Versionen von Eine Stunde mit Dir und der Der lächelnde Leutnant.

## Kritiken
Die zeitgenössischen Kritiker lobten den Film teilweise überschwänglich. Die New York Times befand, dass „Regie, Aufnahmen, Tonarbeit sowie die großartigen Darstellerleistungen sich über die vorhersehbare Story erheben“ würden. Regisseur Hill hätte  „mit seinen Toneffekten wahre Wunder vollbracht“ und bemühe sich dabei „um Realismus […] Das Rat-tat-tat der Maschinengewehre, das plötzliche Auftauchen der beiden Panzer“ würden „zusätzlich zur Qualität der abschließenden Szenen“ beitragen. Das Lexikon des Internationalen Films urteilt über 70 Jahre nach der Uraufführung: „Ein kompromisslos und packend inszeniertes Gefängnisdrama, das richtungsweisend für dieses Genre wurde.“

## Auszeichnung
Der Film erhielt bei der Oscarverleihung 1930 (November) vier Nominierungen und gewann in den Kategorien „Bestes adaptiertes Drehbuch“ (an Frances Marion) und „Bester Ton“ (an Douglas Shearer). Weitere Nominierungen erhielt der Film in den Kategorien „Bester Film“ und „Bester Hauptdarsteller“ (für Wallace Beery).